# Cantón de Châteauroux-Oeste
El cantón de Châteauroux-Oeste era una división administrativa francesa, que estaba situada en el departamento de Indre y la región de Centro-Valle de Loira.

## Composición
El cantón estaba formado por tres comunas, más una fracción de la comuna que le daba su nombre:
- Châteauroux (fracción)
- Niherne
- Saint-Maur
- Villers-les-Ormes

## Supresión del cantón de Châteauroux-Oeste
En aplicación del Decreto nº 2014-178 de 18 de febrero de 2014, el cantón de Châteauroux-Oeste fue suprimido el 22 de marzo de 2015 y sus cuatro comunas pasaron a formar parte; dos del nuevo cantón de Buzançais, una del nuevo cantón de Levroux y la fracción de la comuna que le daba su nombre del cantón de Châteauroux-3.